# Kasteel van Eymet
Het Kasteel van Eymet of Kasteel van la Bastide (Frans: Château d'Eymet) is een kasteel in de Franse gemeente Eymet. Het kasteel is een beschermd historisch monument sinds 1994.